# God Loves Ugly
God Loves Ugly er et album fra rapgruppen Atmosphere udgivet i 2002 på pladeselskabet Fat Beats.

## Nummerliste
1. Onemosphere
2. The Bass And The Movement
3. Give Me
4. F*@k You Lucy
5. Hair
6. Godlovesugly
7. A Song About A Friend
8. Flesh
9. Saves The Day
10. Lovelife
11. Breathing
12. Vampires
13. A Girl Named Hope
14. Godlovesugly Reprise
15. Modern Man's Hustle
16. One of a Kind
17. Blamegame
18. Shrapnel